# يلياش كولتشياغ
يلياش كولتشياغ (ولد 1710-1743) وهو قائد عسكري مولدافاني ومرتزقة.[بحاجة لمصدر] دخل في الجيش العثماني وأرس لأول مرة إلى البوسنة والهرسك. هنا، أعتنق إلى الإسلام وغير أسمه إلى حسين.